# Laffly
Laffly — французская марка автомобилей и внедорожников. Основана в 1849 году, завершила деятельность в 1952 году ввиду нерентабельности производства.

## История
В 1912 году компания «Laffly» начала производство автомобилей в пригороде Парижа Булонь-Бийанкур. В 1930-е годы в модельном ряде компании были грузовики, машины скорой помощи, пожарные машины, а также автомобили военного назначения, использовавшиеся французской армией во Второй мировой войне.
В 1952 году компания прекратила своё существование ввиду нерентабельности производства автомобилей.

## Продукция

### Военная техника
- Laffly 50 AM
- Laffly 80 AM
- Laffly R15 R

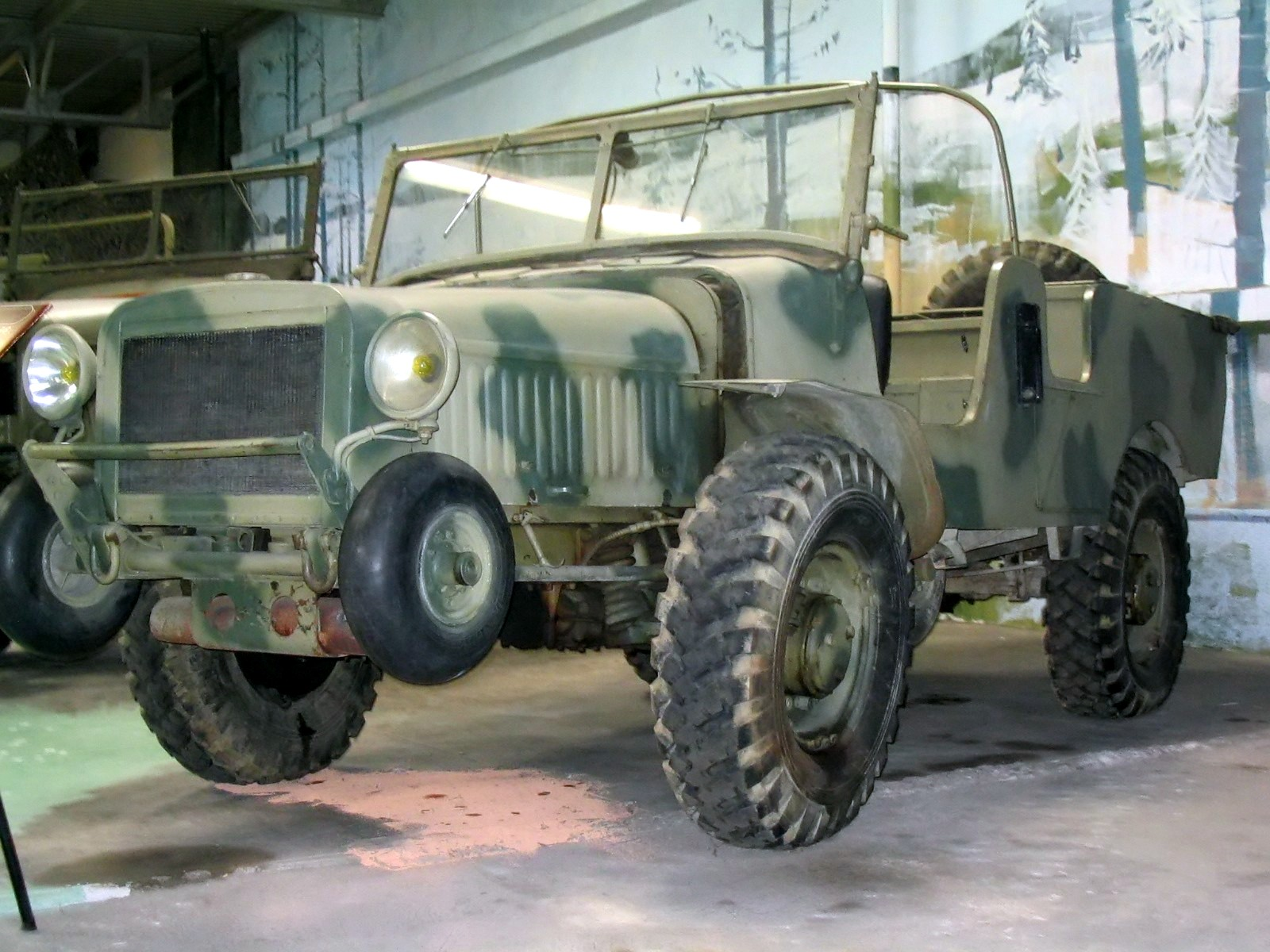
Laffly V15

- Laffly S15 T — лёгкий артиллерийский тягач.
- Laffly S15 R — разведывательный автомобиль.
- Laffly S20
- Laffly S25
- Laffly S35
- Laffly S45T
- Laffly V15 T
- Laffly V15 R
- Laffly W15 T
- Laffly W15 TCC — 47-мм противотанковое орудие на колёсном шасси.

### Пожарная техника

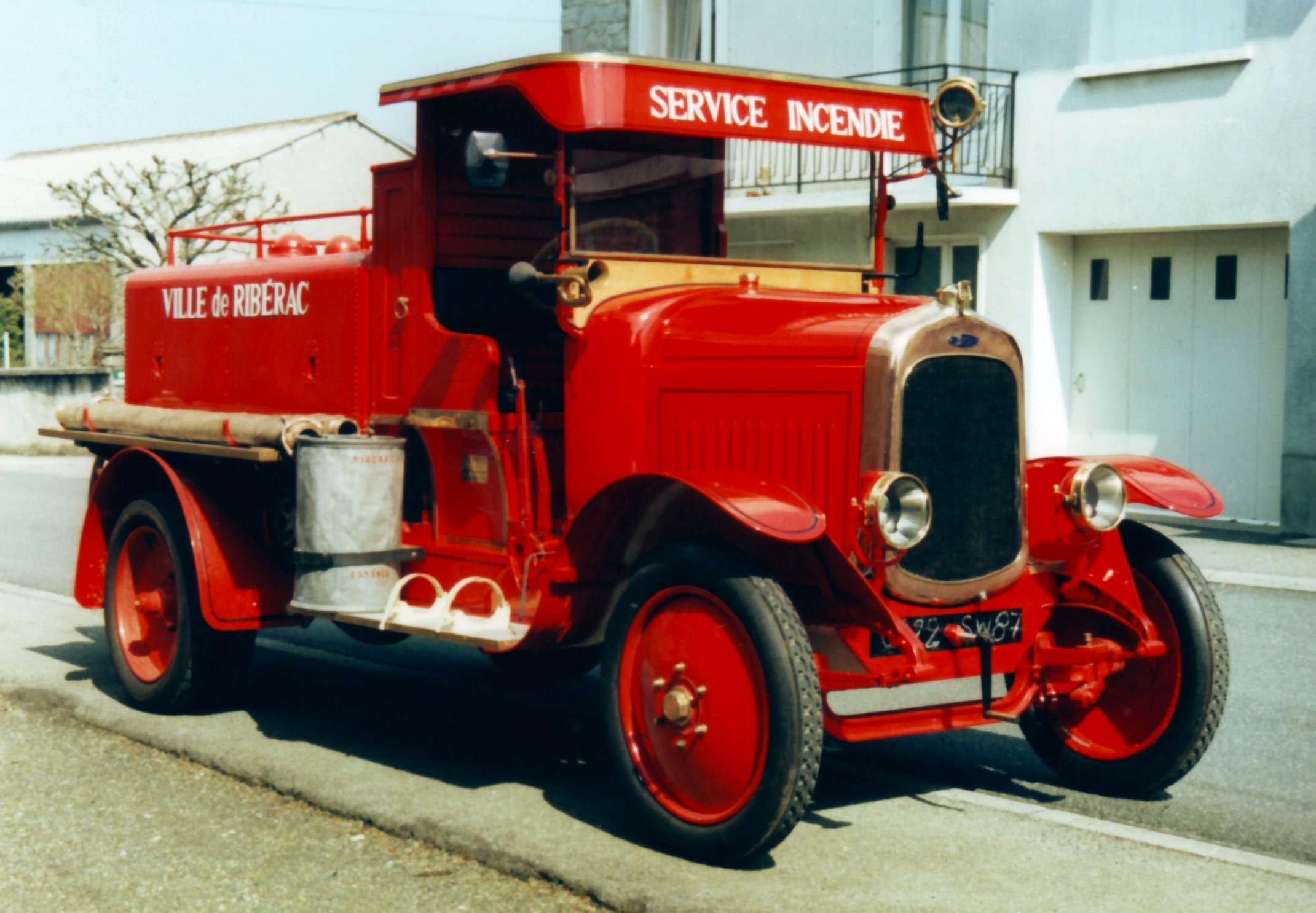
Laffly LV, 1923 год

- Laffly ABL 5
- Laffly ABL 6
- Laffly LV
- Laffly BSRC3
- Laffly BSS 163
- Laffly BSS C3